# Homalomena josefii
Homalomena josefii är en kallaväxtart som beskrevs av Peter Charles Boyce och S.Y.Wong. Homalomena josefii ingår i släktet Homalomena och familjen kallaväxter. Inga underarter finns listade.